# Cleoporus taynguensis
Cleoporus taynguensis is een keversoort uit de familie bladkevers (Chrysomelidae). De wetenschappelijke naam van de soort werd in 1985 gepubliceerd door Medvedev & Eroshkina.